# Poliuto Penzo
Poliuto Penzo (Chioggia, 23 marzo 1907 – Chioggia, 28 dicembre 1977) è stato un militare italiano,  insignito della Medaglia d'oro al valor militare a vivente nel corso della seconda guerra mondiale per l’eroico comportamento tenuto durante la difesa del passo di Culqualber.

## Biografia
Nacque a Chioggia il 23 marzo 1907 figlio di Innocente e Vicenza Villan. Dopo aver frequentato le scuole medie iniziò a lavorare come muratore, ma nel giugno 1926 si arruolò nell’Arma dei Carabinieri assegnato, come allievo, alla Legione di Torino e poi, divenuto carabiniere effettivo, passò in forza alla Legione di Milano nel gennaio 1927, e a quella di Palermo nell’ottobre dello stesso anno. Congedato il 21 giugno 1929, andò a lavorare presso il cantiere navale del Lloyd Triestino, ma rientrò in servizio attivo nel giugno 1930, prestando servizio alla Legione di Padova fino al 1933, poi a quella di Trieste, ove operò quale addetto al controllo di frontiera al ponte dell'Eneo, e quindi a Fiume.
Assegnato alla Stazione carabinieri de l’Asmara, in Eritrea (Africa Orientale), si imbarcò a Napoli il 27 marzo 1937,ed entrò nel Gruppo Carabinieri dell'Asmara. All’atto dell’entrata in guerra dell’Italia, avvenuta il 10 giugno 1940, fu mobilitato ed assegnato al I Gruppo Carabinieri di Gondar.
Meritò la Medaglia di bronzo al valor militare nel marzo del 1941 a Blagir Celgà, per l'ardimento dimostrato nel portare ordini attraverso zone battute dal fuoco nemico e nel partecipare a servizi informativi svolti anche dietro le linee nemiche. 
Tra il 13 e il 21 novembre 1941 combatte al passo di Culqualber al comando di una pattuglia del 3º Gruppo Carabinieri, trovandosi privo di rifornimenti e con armi leggere, a tenere testa a soverchiati reparti inglesi e abissini. Per non sguarnire il caposaldo, compiva ripetute azioni notturne contro le linee nemiche, rimanendo ferito più volte, ma continuando sempre a combattere. Immobilizzato al suolo, durante l’azione del 21 novembre fu ferito ripetutamente, ma rifiutando i soccorsi, continuò a combattere venendo crivellato di colpi e rimanendo parzialmente cieco a causa di una bomba a mano lanciatagli contro da brevissima distanza.
Recuperato dal campo di battaglia, fu preso prigioniero, rientrando in Italia nel maggio 1943 durante uno scambio di prigionieri rimasti gravemente feriti o invalidi. Ricoverato lungamente in ospedale, rimase completamente cieco, venendo congedato ed iscritto al Ruolo d’onore, e per l’eroico comportamento tenuto in combattimento fu poi insignito della Medaglia d'oro al valor militare che gli fu consegnata nel corso di un’apposita cerimonia tenutasi a Roma il 7 settembre 1949.
Nel 1975 fu nominato Maresciallo Maggiore e si spense a Chioggia il 28 dicembre 1977. 
La sua città natale gli intitolò una piazza del quartiere della Tombola ed una scuola elementare nella frazione di Sant’Anna.
Inoltre gli è stato intitolato il 142º Corso Allievi Carabinieri Ausiliari di Fossano (1988) e il 128º Corso Allievi Carabinieri di Roma (2010). Al suo nome è intitolata, a Chioggia, la Caserma sede del Comando Compagnia e del Comando Stazione Carabinieri.

### Periodici
- Andrea Castellano, Carabinieri eroici, in Le Fiamme d’Argento, n. 1, Roma, Associazione Nazionale Carabinieri, gennaio-febbraio 2012,  p. 10.
- Vittorio Cuomo, La battaglia del passo di Culqualber, in Storia Militare, n. 11, Parma, Ermanno Albertelli Editore, agosto 1994,  pp. 14-18.
- Carlo Maria Magnani, I Carabinieri: “Usi obbedir tacendo”, in Il Nastro Azzurro, n. 5, Roma, Istituto del Nastro Azzurro, settembre-ottobre 2010,  p. 3.